# Utsikt från konstnärens fönster
Utsikt från konstnärens fönster är en målning av den danske målaren Martinus Rörbye från omkring 1825.
Vid mitten av 1820-talet började Martinus Rörbye vid sidan av studierna på Det Kongelige Danske Kunstakademi komplettera med studier för Christoffer Wilhelm Eckersberg och han började också ta in en större grad av spänning mellan realism och idealism i sitt måleri. 

## Målningen
Målningen är fylld med symboliska undertoner. Den avbildar utsikten från vardagsrummet i Martinus Rörbyes föräldrahem i Köpenhamn. I fönstret finns en fågelbur, mitt emellan inomhus och utomhus, för att understryka symboliken med den i buren instängda fågeln. Blommorna på fönsterbänken är i olika växtfaser, vilket reflekterar det mänskliga livets olika stadier. Dessa växter kontrasteras av krigsfartyg i hamnen utanför. Vyn är över Flådestation Holmen, som var ett krigsfartygsvarv.

## Proveniens
Målningen fanns inte med på auktionerna 1849 efter Martinus Rørbyes död eller 1860 efter hustruns Rose Frederikke Schiøtt, varför det tros att målningen förblivit i ägo inom släkten. För åren 1901 och 1905 finns uppgifter om att målningen ägdes av en fröken J. F. Ipsen. Åren 1921–1927 var ägaren en Johan Hansen och målningen hade därefter ytterligare några danska privatpersoner till ägare. I maj 1988 köptes den av danska Kulturværdiudvalget, efter det att ett utbjudande på en auktion i London stoppats, och överlämnades till Statens Museum for Kunst i Köpenhamn.